# کرین
کرین روستایی است که در استان اردبیل، شهرستان خلخال، بخش شاهرود، دهستان پلنگا قرار دارد.
محصولات عمدهٔ کشاورزی این روستا سیب و گلابی، گردو، گیلاس، آلبالو، آلو، زرد آلو و زعفران می‌باشد و کشت جو و گندم و عدس نسبت به سابق از رونق افتاده و مردم به جای آن به باغداری و زنبورداری و دامداری روی آورده‌اند.

## جمعیت
روستای کرین در بخش شاهرود، دهستان پلنگا واقع شده است، بر اساس سرشماری سال ۱۳۸۵ جمعیت این روستا ۵۳۹ نفر با ۱۵۳ خانوار بوده است. مردم کرین به زبان تاتی سخن می‌گویند.
مهاجرت اهالی روستا بیشتر به استانهای گیلان و تهران و قم می‌باشد.